# Фунари (Казерта)
Фунари је насеље у Италији у округу Казерта, региону Кампанија.
Према процени из 2011. у насељу је живело 12 становника. Насеље се налази на надморској висини од 115 м.